# Medalha de Ouro Kapitsa
A Medalha de Ouro Kapitsa (em russo:  Золотая медаль имени П.Л. Капицы) é uma condecoração em memória do físico russo Pyotr Kapitsa. Concedida a cada cinco anos desde 1994 pela Academia de Ciências da Rússia a cientistas russos ou estrangeiros por reaizações de destaque em física.

## Recipientes
- 1994 Olli Lounasmaa (criogenia)
- 1999 Alexander Andreev (criogenia)
- 2004 Alexander Skrinsky (física de partículas experimental)
- 2009 Vsevolod Gantmakher (criogenia)
- 2014 Sergei Stischov (física de altas pressões)
- 2019 Vladimir Dmitriev (superfluidez)[1]